# Port Tampa Wharf

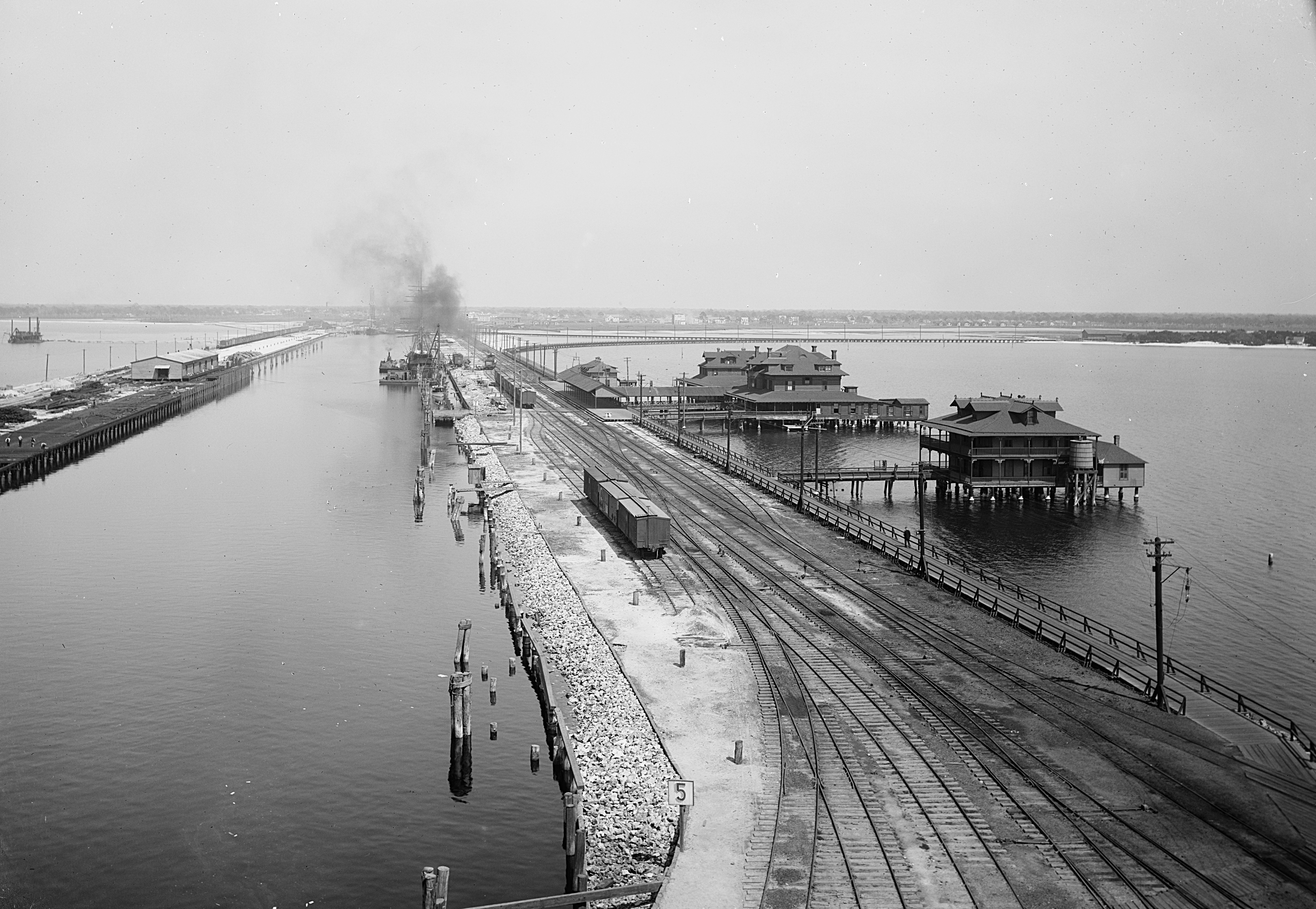
Port Tampa Wharf mit den Hotels Port Tampa Inn und St. Elmo’s Inn

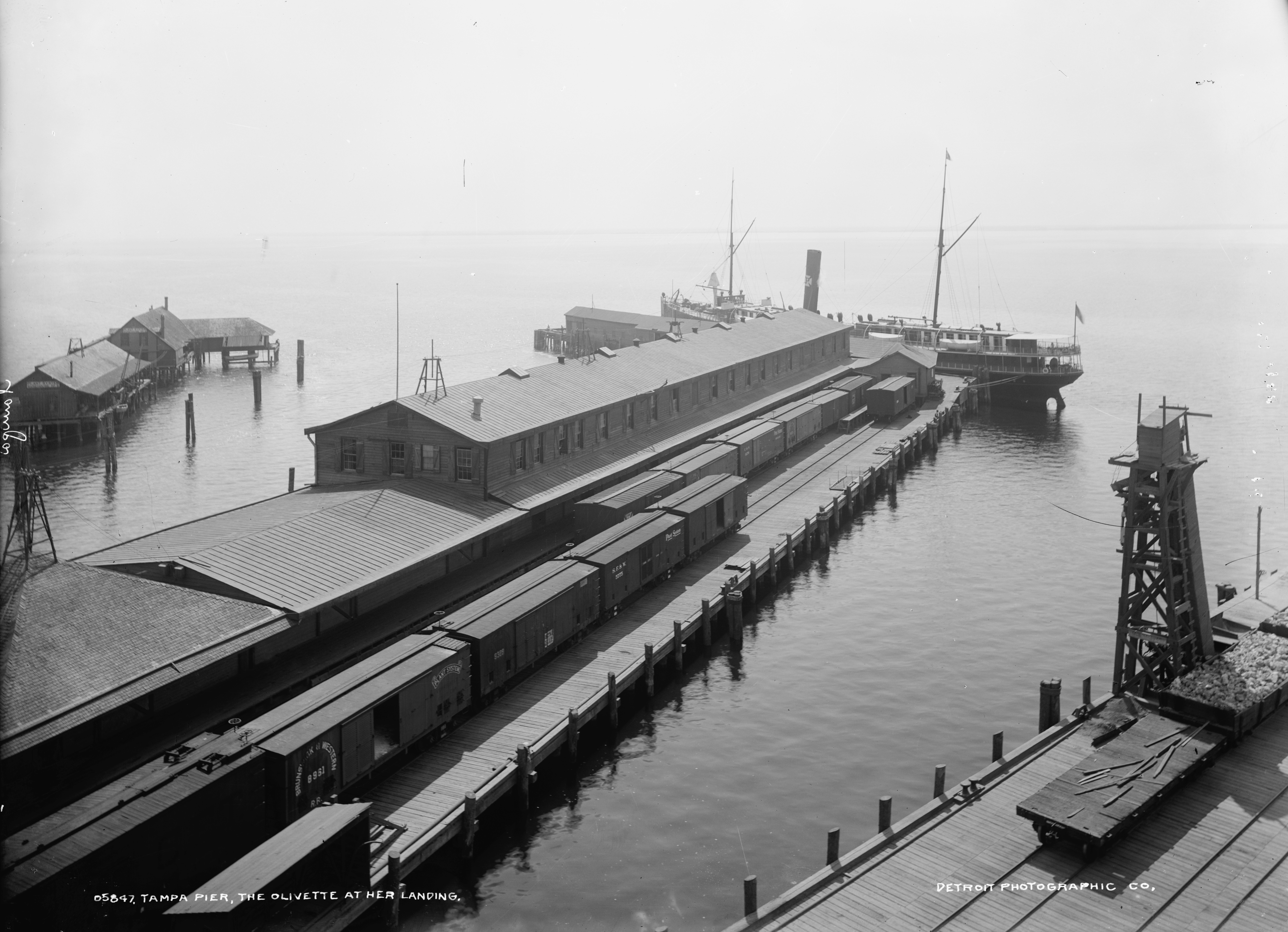
Landungsbrücken und das Dampfschiff Olivette der Plant Steamship Company

Die Port Tampa Wharf war die Hafenanlage in Port Tampa, Florida in den Vereinigten Staaten.

## Geschichte
Für seine geplante Schiffsverbindungen der Plant Steamship Company nach Kuba und in andere Häfen der Vereinigten Staaten und der Karibik benötigte der Eisenbahnunternehmer Henry B. Plant einen leistungsfähigen Hafen. In Tampa dem westlichen Endpunkt der Bahnstrecke seines Plant Systems reichte jedoch die Wassertiefe nicht aus.
Deshalb ließ er ab 1885 in 14 Kilometer Entfernung am Black Point (oder Gadsen Point) für 3 Millionen Dollar einen Tiefseehafen erbauen. Der Hafen und die hinführende Bahnstrecke nahmen am 5. Februar 1888 den Betrieb auf. Neben den Piers entstanden ein Güter- und ein Personenbahnhof, eine Reparaturwerkstatt für Güterwagen, Lagerhäuser, Unterkünfte für die Bahnarbeiter sowie ein Kraftwerk. Der Hafen bot Platz für 26 Schiffe.
Am aufgeschütteten rund 1,6 Kilometer langem Landungspier, direkt am Bahnhofsgebäude, wurden die auf Holzgerüsten erbauten Hotels Port Tampa Inn für 85 Gäste und St. Elmo’s Inn für 14 Gäste errichtet.
Im Jahr 1891 legten 205 Schiffe im Hafen an und es wurden rund 123.000 Tonnen an Gütern umgeschlagen.
Im Jahr 1898 erfolgte von diesem Hafen aus ein Großteil der Verschiffung der Soldaten im Spanisch-Amerikanischen Krieg nach Kuba.
Nach dem Ausbau des Hafens in Tampa verlor Port Tampa ab 1910 rasch an Bedeutung für die Personendampfschifffahrt. Bei Wirbelstürmen in den Jahren 1921 und 1925 wurden die Hotels zerstört.
Am 30. Oktober 1953 wurde die damals weltgrößte Leuchtreklame „Atlantic Coast Line Port Tampa Terminals“ durch das Nachfolgeunternehmen des Plant Systems Atlantic Coast Line Railroad in Betrieb genommen. Die Buchstaben hatten eine Höhe von 5,8 Meter und eine Breite von bis zu 4 Meter. Insgesamt bestand die 23 Meter hohe und 118 Meter breite Werbeanlage aus 1.219 Meter roten Leuchtstoffröhren.
1892 wurden die ersten hölzernen Hebeanlagen für Phosphat errichtet. In der Folge wurde der Hafen ein wichtiger Umschlagplatz für diesen Rohstoff. Deshalb wurden die Umschlaganlagen immer weiter ausgebaut. Erst 1951 erfolgte der Abriss der Lagerhäuser und 1971 der letzten Förderbänder auf dem Pier, nachdem 1969 der Hafen in Rockport bei Tampa seinen Betrieb aufgenommen hatte.
Heute ist ein großer Teil der Hafenanlagen abgerissen und das Gelände wird als Industriegebiet genutzt.